# Epigrafe

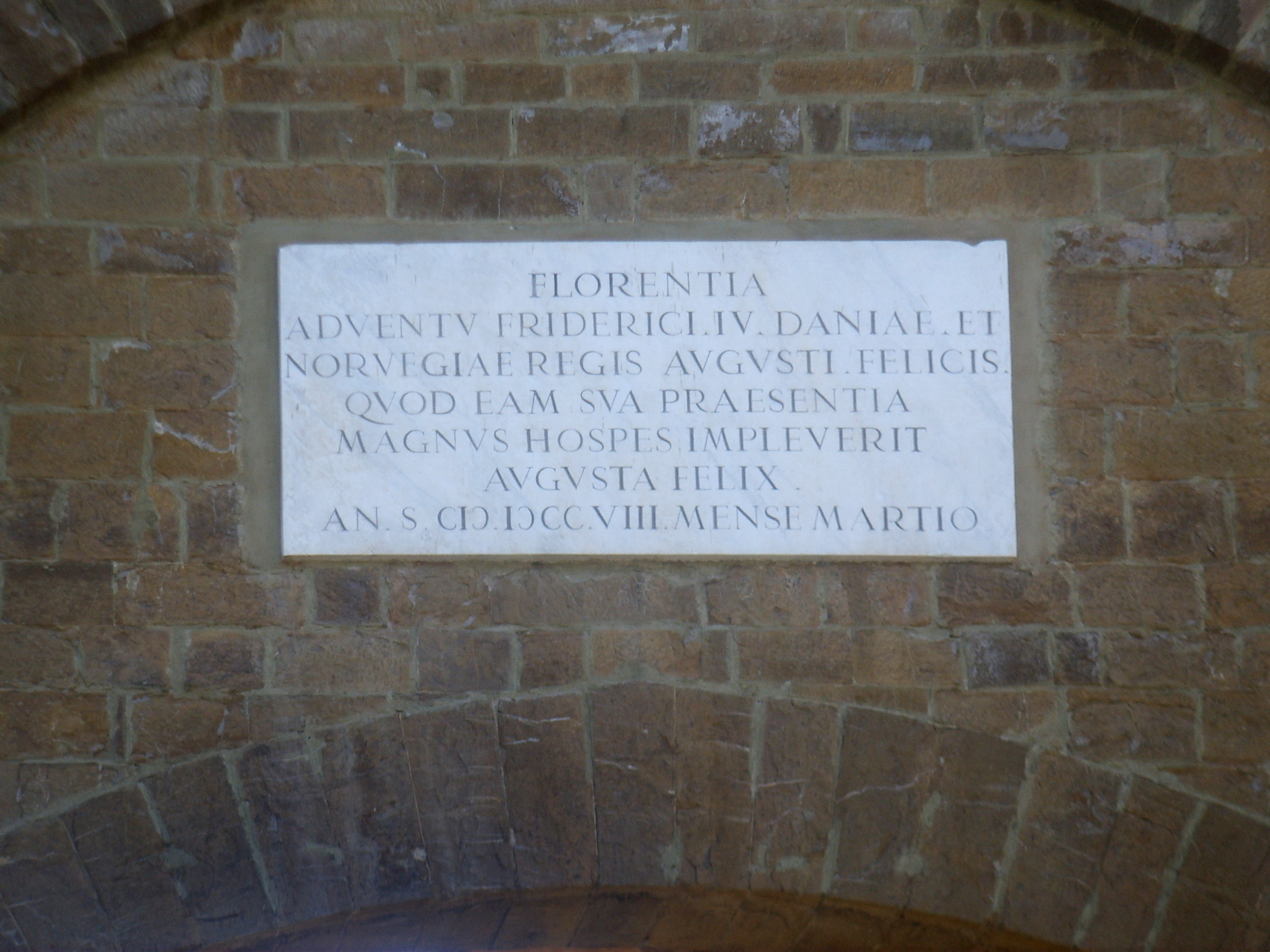
Epigrafe latina fiorentina di Porta San Gallo

Un'epigrafe (dal greco antico: ἐπιγραφή, epigraphè, scritto sopra) o iscrizione è un testo esposto pubblicamente su un supporto di materiale non deperibile (principalmente marmo o pietra, più raramente metallo).
L'intento del testo è spesso quello di tramandare la memoria di un evento storico, di un personaggio o di un atto; le parole possono essere incise, oppure dipinte o eseguite a mosaico; l'epigrafe si può trovare sia in un luogo chiuso (chiesa, cappella, palazzo) sia all'aperto (piazza, via, cimitero), oppure può essere apposta su un oggetto. Solitamente le iscrizioni sono realizzate in lettere maiuscole, a caratterizzarle però non è solo lo stile della scrittura ma anche l'adozione di particolari registri linguistici, improntati generalmente a concisione e solennità, in funzione del contenuto, del contesto e dello scopo comunicativo.

## Storia

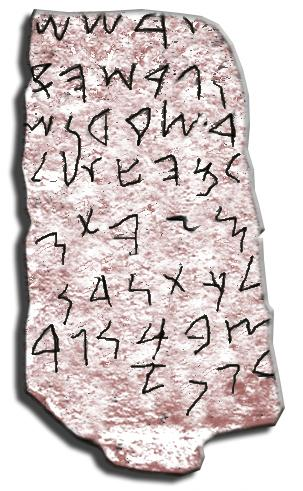
La stele di Nora, famoso esempio di iscrizione fenicia

La tradizione epigrafica è caratteristica della civiltà classica greca e romana e testimonia il diffuso grado di alfabetizzazione raggiunto da queste società: senza un tale presupposto le epigrafi non avrebbero potuto assolvere la funzione di comunicazione pubblica cui erano destinate.
Sono giunte a noi circa trecentomila iscrizioni romane, solo una piccola parte dell'insieme originario che, distribuito sul vasto territorio dell'Impero romano, è invece valutato dagli studiosi in diversi milioni di esemplari.
Nel Medioevo il declino dell'alfabetizzazione e delle istituzioni pubbliche si accompagna a quello delle epigrafi che, svuotate della loro funzione, diminuiscono in numero fino quasi a scomparire.
L'uso delle epigrafi fa la sua graduale ricomparsa a partire dall'XI secolo e si diffonde con l'Umanesimo e il diretto recupero della forma epigrafica di Roma. A partire dal 1471 l'epigrafia pubblica per le strade di Roma riceve un fortissimo impulso dall'opera di papa Sisto IV. Il trattato De Divina Proportione, pubblicato nel 1509 dal matematico Luca Pacioli, detta le regole matematiche per l'imitazione dei modelli antichi.

## Studio delle epigrafi
Lo studio delle epigrafi ha assunto col tempo un'importanza sempre maggiore vista la loro rilevanza quali fonti storiche. Il complesso lavoro di interpretazione e datazione ha portato alla maturazione di un'autonoma disciplina scientifica che prende il nome di "epigrafia".
Le numerose tipologie di epigrafe hanno indotto alcuni studiosi a pensare delle definizioni che non si basino sul materiale o sulla modalità di scrittura ma piuttosto su criteri immateriali, primo fra tutti l'intento per cui un'iscrizione viene creata. Giancarlo Susini e Angela Donati parlano, per esempio, di «scrittura esposta» che ha in sé «i requisiti della perennità», mentre Silvio Panciera nota il carattere unidirezionale del messaggio epigrafico, che non si rivolge a un gruppo ristretto ma a una collettività. Marco Grossi osserva invece che le epigrafi tendono a veicolare un'informazione a moltissime persone con poche copie materiali del testo, e che un'iscrizione, a differenza di un libro, può essere letta anche in maniera involontaria: «è iscrizione un testo formulato o copiato con lo scopo preminente di divulgare una comunicazione atta a raggiungere il maggior numero di lettori a cui è destinata, persino involontari, con il minor numero di copie possibili».